# あの日に帰りたい (BEREEVEの曲)
「あの日に帰りたい」（あのひにかえりたい）はBEREEVEの2枚目のシングル。

## 内容
「君から目を離せない」から僅か2か月でのセカンド・シングル。
ファースト・アルバム『REAL EYES』と同時発売で、表裏のジャケットの映りは同じだが、こちらの表はレンガをバックにし、裏はローマ字表記の名前を入れたものである。

## タイアップ
テレビ朝日系「OH!エルくらぶ」エンディング・テーマ。

## 収録曲
全作詞：冴木裕志　
1. あの日に帰りたい
作曲：石井直人　編曲：石井直人・鷹羽仁
2. ぬくもりを消さないで
作曲：冴木裕志　編曲：鷹羽仁
3. あの日に帰りたい (inst.)